# Kurcew (przystanek kolejowy)
Kurcew – zlikwidowany wąskotorowy przystanek kolejowy w Kurcewie na linii kolejowej Twardów 
Mijanka – Czermin, w powiecie jarocińskim, w województwie 
wielkopolskim, w Polsce.